# 亀居城
亀居城（かめいじょう）は、広島県大竹市小方にあった日本の城（平山城）。1600年（慶長5年）の関ヶ原の戦い後に安芸国に入った福島正則が、長門国・周防国の毛利氏への押さえとして築城した。大竹市指定史跡。

## 歴史・沿革
関ヶ原の戦いにより、福島正則は安芸国へと移封され、広島城に入った。関ヶ原の戦いに敗れたとはいえ、毛利氏は長門国・周防国36万石を領し、徳川氏と豊臣氏の争いもまだ決着を見ていない不穏な状況であった。そのため毛利氏の上方への侵攻を防ぐために安芸国西部に城を造ることとなった。1603年（慶長8年）に山陽道を押さえる要地に築城が開始され、5年もの歳月をかけて、非常に巨大な堅城として完成した。城主は福島伯耆で、山田小右衛門と森佐助の両名が城代として城に入った。
豊臣氏と徳川氏の軍事的衝突の危機が高まると豊臣恩顧の福島氏への徳川氏の圧力が非常に強くなり、正則は徳川氏の意向に従うこととなった。結局、亀居城は完成よりわずか3年後の1611年（慶長16年）に破却され、その役目を終えた。
天守や主要な建造物は撤去され、城地はそのまま荒れるに任され草木に埋もれていった。しかし1977年（昭和52年）に発掘調査がなされ、徐々に修復が進み亀居公園として整備された。1983年（昭和58年）11月4日に市の史跡となり、現在は桜の名所として市民に親しまれている。

## 構造
標高88メートルの山上に築かれた平山城で、築城当時は本丸、二の丸、三の丸、有の丸等の曲輪を備え、江戸時代の資料に拠るとその面積は10ヘクタールに及んだとされる。現在は海から多少離れた位置にあるが、築城当時は海に面して港を備え、山陽道を城内に取り込む構造となっていた。その築城手法は朝鮮出兵時の倭城と共通点がある。
広島城の支城としては、非常に巨大な堅城であったため、それが徳川家康の疑念を招き、福島氏の没落の一因となった。

## 画像

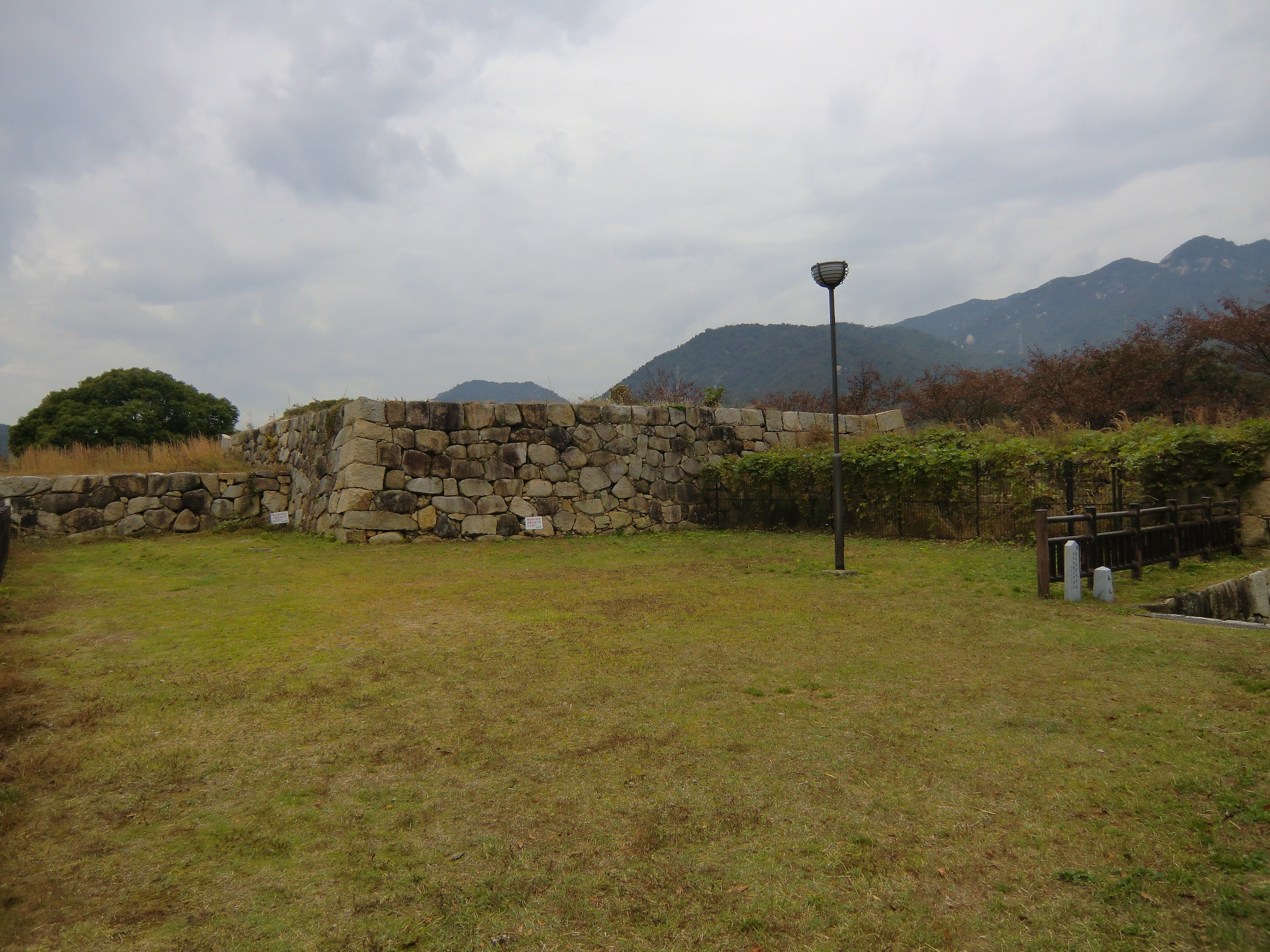
本丸と天守台跡
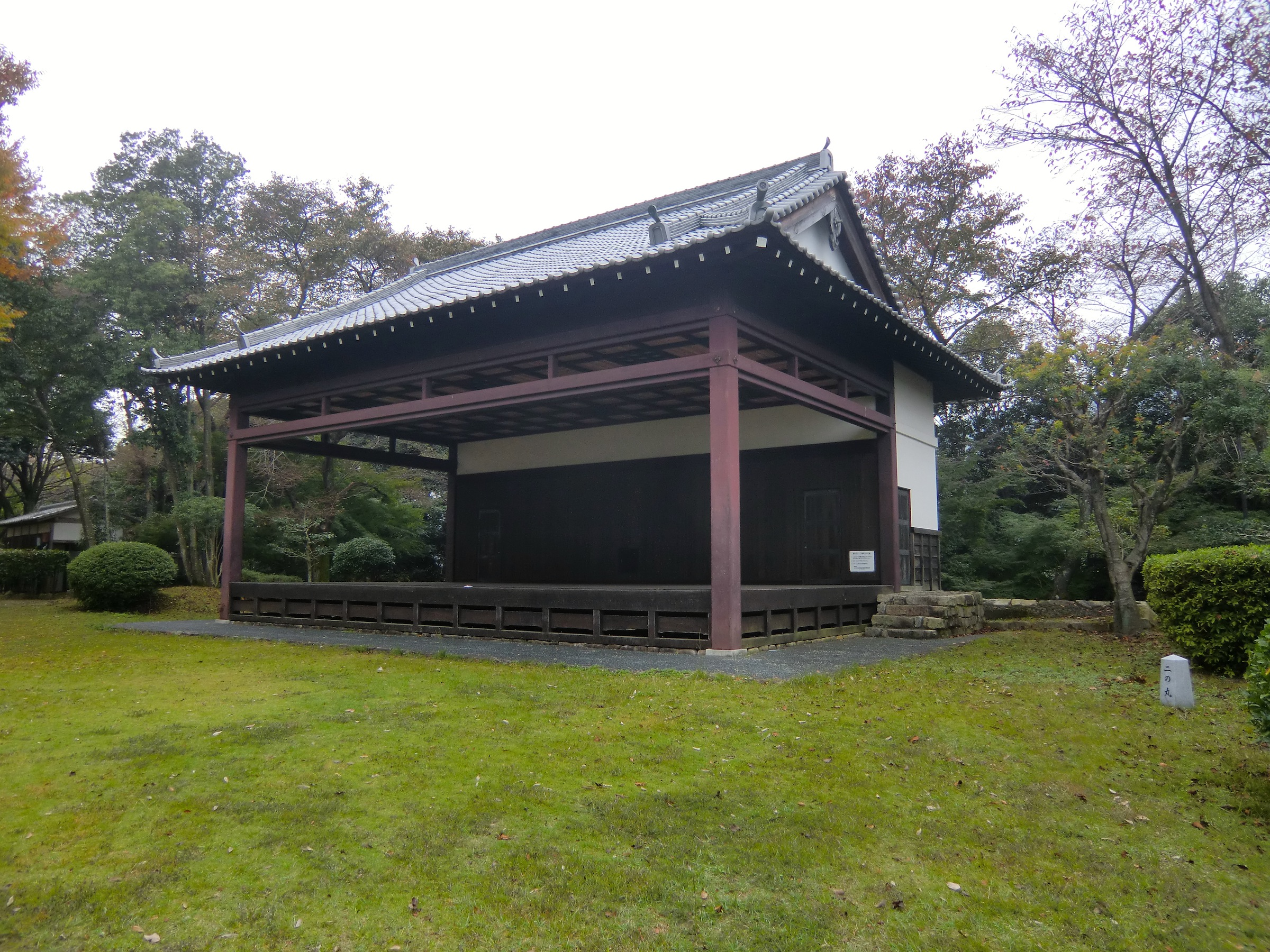
二の丸跡
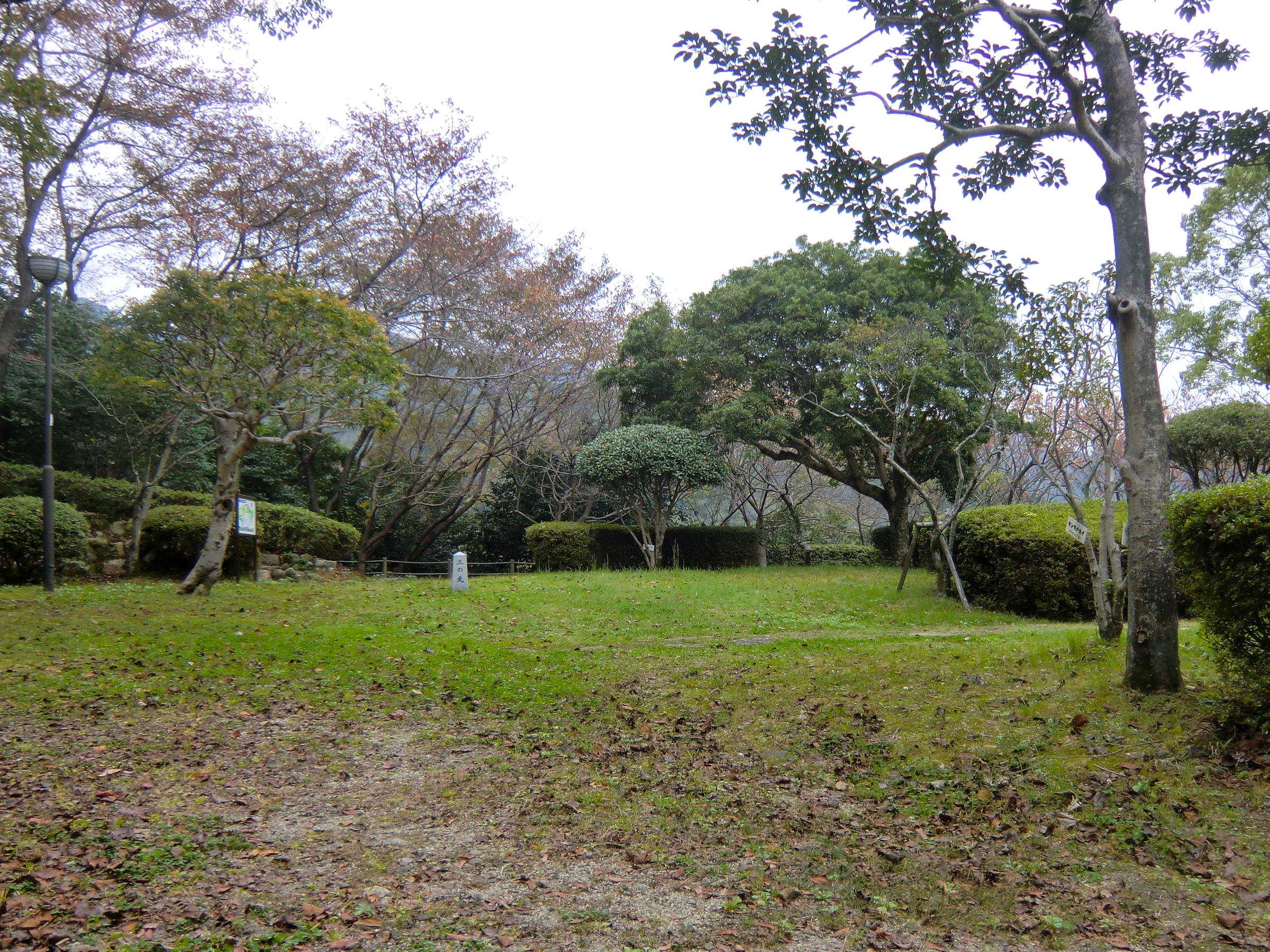
三の丸跡
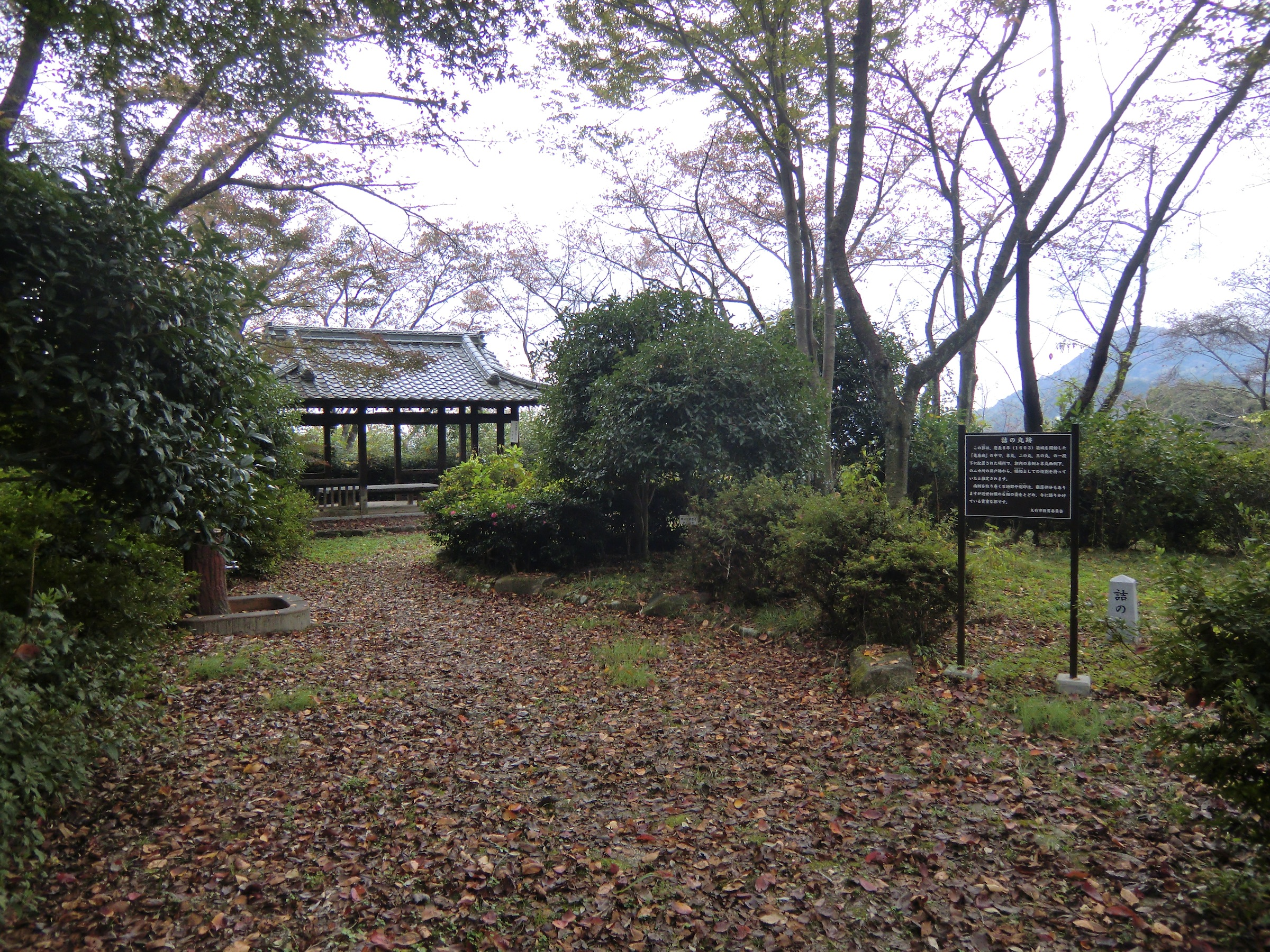
詰の丸跡
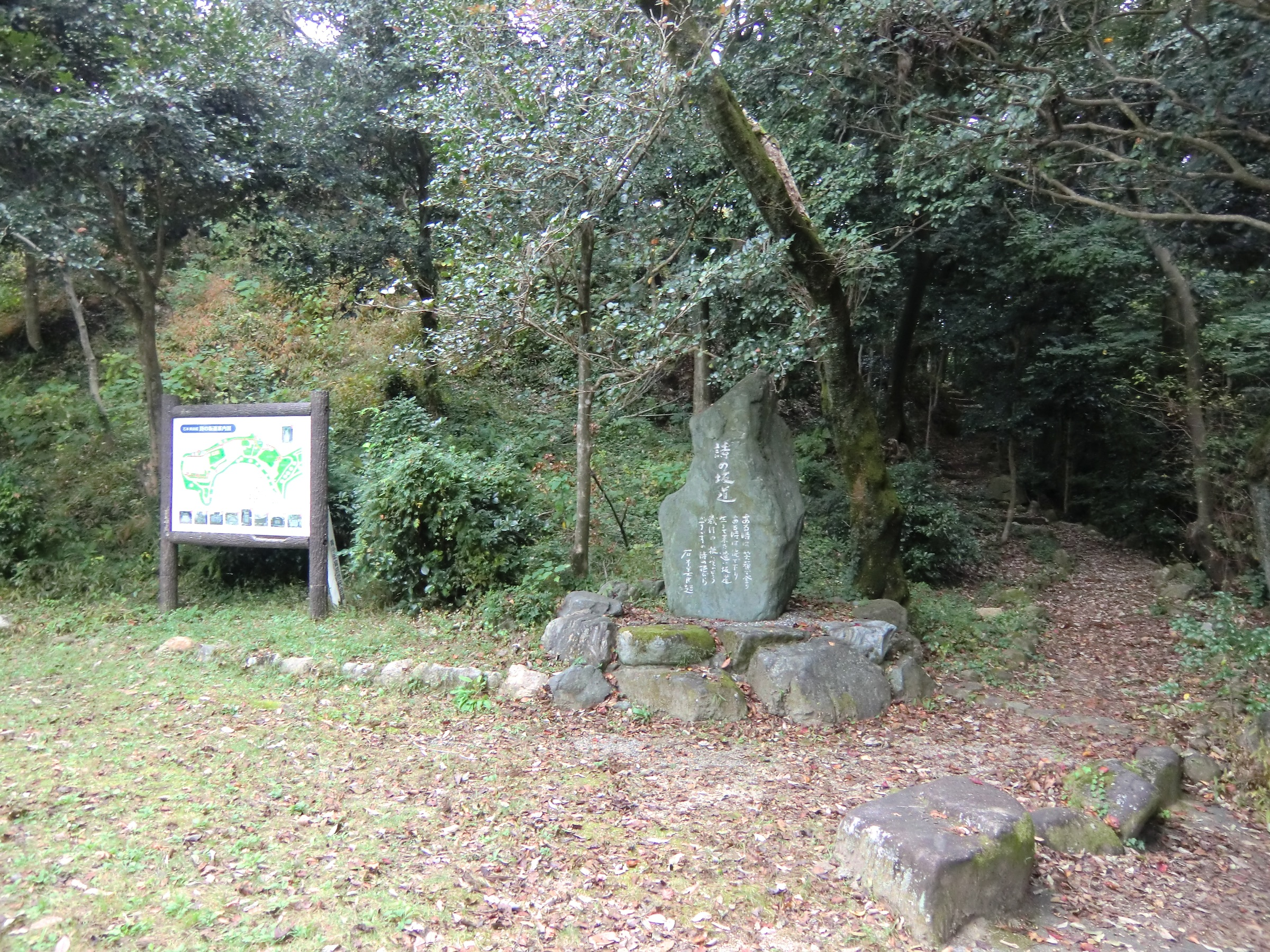
松の丸跡と石本美由起の歌碑